# Indochina-Brillenlangur
Der Indochina-Brillenlangur (Trachypithecus crepusculus, Syn.: Presbytis crepusculus) ist eine Primatenart aus der Gruppe der Schlankaffen (Presbytini), die im südöstlichen Indochina vorkommt. Das Verbreitungsgebiet liegt südlich des Verbreitungsgebietes des Phayre-Brillenlanguren (Trachypithecus phayrei) im Norden von Vietnam, Laos und Thailand, im Süden von Myanmar (Mon-Staat und Süden des Kayin-Staats) und in der östlich des Saluen gelegenen Region von Yunnan, einer Provinz im Südwesten der Volksrepublik China.

## Merkmale

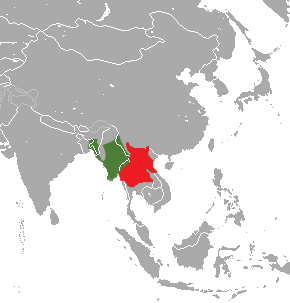
Verbreitungsgebiet des Indochina-Brillenlanguren (rot) und des Phayre-Brillenlanguren (grün)

Der Indochina-Brillenlangur erreicht eine Kopf-Rumpf-Länge von etwa 49 cm (Weibchen) und 51 cm (Männchen) sowie eine Schwanzlänge von 82 cm (Weibchen) und 83 cm (Männchen) und ein Gewicht von 6,4 (Weibchen) bis 6,9 kg (Männchen). Weibchen sind nur wenig kleiner als die Männchen. Kopf und Körper sind hellgrau, der Bauch etwas heller und silbergrau. Hände und Füße sind dunkelgrau, Gesicht und Wangen sind braun, die unbehaarte Gesichtshaut dunkelgrau. Rund um die Augen finden sich die namensgebenden runden, weißlichen Ringe. Auch die Oberlippe ist weiß. Die obersten Kopfhaare bilden einen Quirl. Der hellgraue Schwanz endet in einer kleinen Quaste. Tiere aus dem Nordosten des Verbreitungsgebietes sind in den meisten Fällen dunkler, besonders ihre Gliedmaßen und der Schwanz.

## Lebensweise
Der Indochina-Brillenlangur bewohnt primäre und sekundäre Regenwälder, feuchte, immergrüne Laubwälder und vor allem mit Bambus bestandene Gebiete, in Laos tritt er auch in offenen Wäldern auf Karstböden auf. Er kommt dort sympatrisch mit Haubenlanguren der francoisi-Gruppe und dem Rotschenkligen Kleideraffen (Pygathrix nemaeus) vor. Er ernährt sich vor allem von Blättern, Bambussprossen, Samen, Blüten und Pflanzensäften. 

## Systematik
Der Indochina-Brillenlangur wurde 1909 durch den US-amerikanischen Zoologen Daniel Giraud Elliot beschrieben. Innerhalb der Gattung der Haubenlanguren (Trachypithecus) wird er in die obscurus-Gruppe gestellt. Bei der Art soll es sich allerdings um einen Hybriden zwischen der obscurus-Gruppe und der francoisi-Gruppe handeln.

## Gefährdung
Der Bestand des Indochina-Brillenlangur ist gefährdet. In Vietnam gilt er als vom Aussterben bedroht, aus Laos gibt es nur wenige Beobachtungen und in China wird der Bestand auf weniger als 5400 Exemplare geschätzt. Die Art kommt unter anderem im Nationalpark Bến En in Vietnam und im Nationalpark Nam Nao in Thailand vor.